# Raziye Sultan
 (juillet 2015).
Si vous disposez d'ouvrages ou d'articles de référence ou si vous connaissez des sites web de qualité traitant du thème abordé ici, merci de compléter l'article en donnant les références utiles à sa vérifiabilité et en les liant à la section « Notes et références ».
Raziye Sultan (turc ottoman : رضیه سلطان), née en 1525 et morte vers 1556, est une princesse ottomane, fille du sultan Soliman le Magnifique.

## Biographie
Raziye Sultan est enterrée dans le turbe (mausolée) de Yahya Efendi (en).